# Adam Andrzejewski (śpiewak)

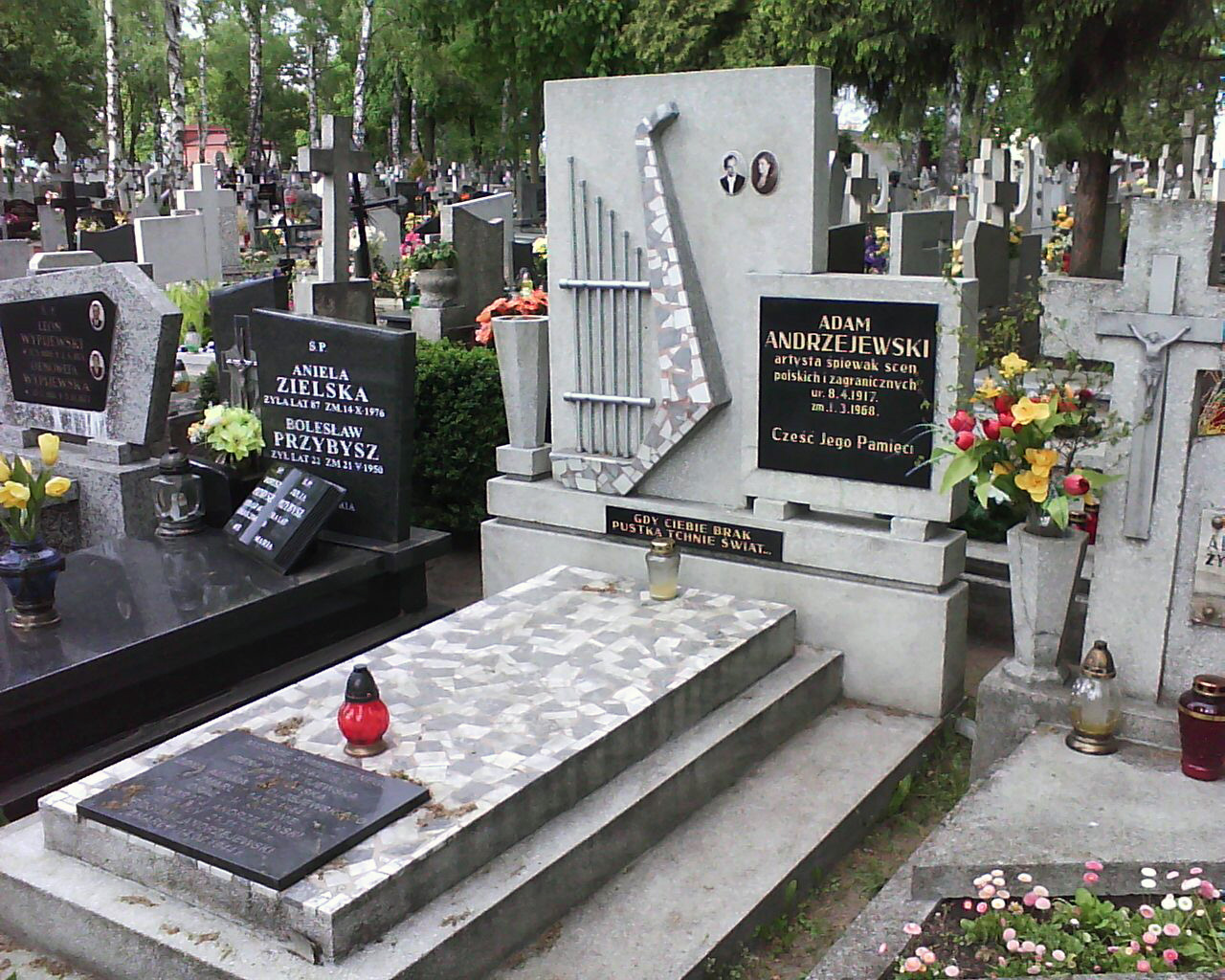
Grób Adama Andrzejewskiego na Cmentarzu Komunalnym we Włocławku

Adam Andrzejewski (ur. 8 kwietnia 1917 we Włocławku, zm. 1 marca 1968 w Niemczech) – polski artysta śpiewak (tenor) scen polskich i zagranicznych.

## Życiorys
Karierę śpiewaczą rozpoczął w Operze Śląskiej w 1952 r. Następnie przeniósł  się do Wrocławia. W sezonie 1954–1955 występował w Operze Łódzkiej. Od 1956 r. występował w Operze Bydgoskiej, gdzie był znaczącym solistą.
Na początku lat 60. wyjechał do Niemiec. Od 1963 r. występował w Theater der Bergarbeiter w  Senftenbergu.
Grób Adama Andrzejewskiego znajduje się na Cmentarzu Komunalnym we Włocławku.